# Uteun Pulo
Uteun Pulo is een bestuurslaag in het regentschap Nagan Raya van de provincie Atjeh, Indonesië. Uteun Pulo telt 759 inwoners (volkstelling 2010).